# Бочаров Микола Павлович
Микола Павлович Бочаров (рос. Николай Павлович Бочаров; 10 лютого 1915, Воронеж — 27 вересня 1997, Київ) — радянський офіцер, Герой Радянського Союзу, в роки радянсько-німецької війни політрук роти 280-го стрілецького полку 185-ї стрілецької дивізії 30-ї армії Західного фронту.

## Біографія
Народився 10 лютого 1915 року в місті Воронежі в сім'ї робітника. Росіянин. Член КПРС з 1939 року. У 1932 році закінчив 1 курс підготовчого відділення заочного інституту інженерів транспорту міста Дніпропетровська. Працював майстром-електриком в Уральському монтажному відділенні Електропрому міста Свердловська.
У Червоній Армії з 1937 року. Учасник вторгнення СРСР до Польщі в 1939 році.
На фронтах радянсько-німецької війни — з червня 1941 року. 7 грудня 1941 року політрук М. П. Бочаров біля села Архангельське (Конаковський район, Калінінської області), ризикуючи життям, розміновував поле і в прорив, що утворився повів роту в атаку. У бою було захоплено дві гармати. Бочаров розгорнув одну з них і відкрив вогонь по ворогу, зробивши близько 100 пострілів. Була знищена рота ворожих солдатів, вцілілі — втекли. Бійці на чолі з Бочаровим захопили 11 кулеметів, велику кількість іншої стрілецької зброї, мін, снарядів, декілька автомашин. У результаті бою під керівництвом політрука Бочарова була вирішена доля лівого флангу ворога і забезпечений успіх 185-ї стрілецької дивізії.
Звання Героя Радянського Союзу з врученням ордена Леніна і медалі «Золота Зірка» (№ 517) політруку Бочарову Миколі Павловичу присвоєно Указом Президії Верховної Ради СРСР від 12 січня 1942 року.

Могила Миколи Бочарова

Після війни продовжував службу в армії. У 1951 році він закінчив Військову академію бронетанкових і механізованих військ. З 1976 року генерал-майор Бочаров — в запасі. Проживав в Києві. Помер 27 вересня 1997 року. Похований у Києві на Лук'янівському військовому кладовищі.

## Нагороди
Нагороджений орденом Леніна, двома орденами Червоного Прапора, двома орденами Вітчизняної війни 1-го ступеня, двома орденами Червоної Зірки, орденом «За службу Батьківщині у ЗС СРСР» 3-го ступеня, медалями.